# Пейсахович Йосип Миронович
Пейсахович Йосип Миронович (25 серпня (7 вересня) 1893, Одеса— 7 травня 1978, Київ)— український вчений-медик у галузі патологічної анатомії, ендокринології та стоматології. Доктор медичних наук, професор, педагог, перший головний  патолоанатом МОЗ УРСР 1944-1954рр. Почесний член правління Науков-медичного товариства паталогоанатомів Украіни.

## Біографічні дані
Народився в Одесі  у родині дрібного єврейського службовця Меєра Пейсаховича та акушерки Фейгі Фельдман. Середню освіту здобув в Одеському комерційному училищі імені імператора Миколи I у 1912 році, на рік пізніше за свого знаменитого земляка Бабеля Ісака. В училищі французьку мову викладав француз Вадон, який давав своїм учням блискучі знання. Йосип у старших класах працював репетитором французької мови гімназистам, дітям поміщиків Бессарабії. Вступив до Льєзького університету міста Льєж в Бельгії. Для оплати навчання працював забійником на вугільній шахті Вал-Бенуа. З початком Першої світової війни я на  , служив санітаром на Румунському фронті.  У 1916-1917 рр. — навчався в школі ротних фельдшерів, яку закінчив в званні молодшого ротного фельдшера.Учасник Громадянської війни. Після демобілізації у 1920 році вступив до Сімферопольського, потім перевівся до Харківського медичного інституту, який закінчив у 1923 році.
З 1927 року Йосип Миронович асистент кафедри патологічної анатомії Харківського інституту удосконалення лікарів, доцент, а потім завідувач кафедр Медико-педагогічного інституту та Харківського Стоматологічного інституту. Історія кафедри патологічної анатомії починається з 1931 року з моменту реорганізації Харківського медичного інституту в Харківський стоматологічний інститут. Кафедра розміщувалася в двох кімнатах навчального корпусу стоматологічного інституту по вул. Московській, 2 (будівля була зруйнована в роки Другої світової війни). Зараз це кафедра патологічної анатомії та судової медицини Полтавського Державного Медичного Університету.
У довоєнний час працював під керівництвом учених: професорів  Ерліха С.Г. та Єленєвського К.Ф., академіків Мельникова-Разведенкова М.Ф. та Данилевського В.Я.
22 червня 1941 р. у корпусі по вул. Пушкінській, 7 відбувалася наукова конференція. Об 11 годині 45 хвилин було оголошено перерву, під час якої стало відомо про напад  Німеччини на Радянський Союз. 23 червня в  Стоматологічному інституті відбувся випуск спеціалістів-стоматологів. Дипломи лікаря-стоматолога директор інституту Лічман Г.І. і професор Пейсахович Й.М. вручили 180 особам.
1936— Доктор медичних наук.
1940— Професор. Завідувач кафедри патологічної анатомії Харківського Стоматолічного Інституту.
1944—1955.— Проректор з науки Київського Стоматологічного Інституту.
1955—1976— Завідувач лабораторії Українського науково-дослідного санітарно-хімічного інституту (УНДСХІ).
У 1965 р. УНДСХІ перейменовано у Київський науково-дослідний інститут фармакології та токсикології МОЗ України.
Похований у Києві на Берковецькому кладовищі.

## Наукові досягнення
В 1936 захистив дисертацію на здобуття наукового ступеня доктора медичних наук на тему «Патологічна анатомія пневмоконіозу».
Експериментальні роботи І.М.Пейсахович був присвячений різноманітним актуальним проблемам науки. Вони стосувалися патології щитовидної залози, органотерапії, експериментального раку, ендокринних розладів та розладів зв'язків органів статевої сфери. У роки Великої Вітчизняної війни разом із іститутом бів евакуйований у місто  Фрунзе( тепер Бішкек) Киргизської РСР. Завідував кафедрою патологічної анатомії Киргизького медичного інституту у 1941—1944 роках, який очолював теж евакуйований з Харкова із медичним інститутом №2 професор Шупік П.Л.
1944 року повернувся до України, працював у Києві головним патологоанатомом Міністерства Охорони Здоров'я УРСР, одночасно завідував кафедрою патанатомії Київського Стоматологічного  Інституту, проректор з науки Київськиого стоматологічного інституту. Відмінник охорони здоров'я СРСР.
Перу І.М.Пейсаховича належить понад 150 наукових праць, опублікованих російською, українською, німецькою та французькою мовами, які висвітлюють патологічну анатомію професійних захворювань, актуальні питання ендокринології, онкології, хімієтерапії злоякісних пухлин. Автор десяти монографії та підручників. Під його керівництвом підготовлено 25 кандидатських та 5 докторських дисертацій.
Відомі учні - професор Самойлов А.П., керівник відділу патологічної анатомії НДІ Рентгенології, Радіології і Онкології (1976-1979), професор Ступіна О.С., керівник відділу морфології та цитології НДІ Геронтології (1965-1990)..

## Родина
Дружина— Шухат В.Г.(1899—1992) лікар терапевт.
Син—  Пейсахович Г. Й. (1928—2011) лікар акушер-гінеколог. Заслужений лікар України (1995).
Дочка— Яценя Н.Й.(1929), лікар-рентгенолог.

## Вибрані праці
- Половые гормоны. Под ред И.М.Пейсаховича. Харьков-1935.
- Основы патологической анатомии полости рта и зубов. Пейсахович И.М. Госмедиздат УССР.Киев-1955.
- Химиотерапия злокачественных опухолей. Под ред.проф. И.М.Пейсаховича. Госмедиздат УССР- 1961.
- Геронтостоматология И.М.Пейсахович с соавт."Здоров.я" Киев-1973.